# Swati Ghate
Swati Ghate ou Ghate Swathi est une joueuse d'échecs indienne née le 14 janvier 1980, grand maître international féminin depuis 2004 et championne d'Inde en 2006.

## Biographie et carrière
Grand maître international féminin depuis 2004, Swati Ghate a remporté le championnat d'Inde d'échecs féminin en 2006 (avec 14 points sur 18) et le Championnat du Commonwealth d'échecs en 2017. Elle finit deuxième du championnat d'Inde 2010-2011 avec 8 points en 11 parties.
Swati Ghate a représenté l'Inde lors de quatre olympiades féminines (en 1998, 2002, 2006 et 2008) ainsi que de quatre championnats d'Asie par équipe féminine (en 1999, 2003, 2005 et 2008). En 1999, elle remporta la médaille de bronze par équipe et la médaille d'argent individuelle au troisième échiquier. En 2003, elle remporta la médaille d'argent individuelle au deuxième échiquier de l'Inde lors du championnat d'Asie des nations et l'équipe indienne finit quatrième du championnat d'Asie. En 2005, elle remporta la médaille d'argent par équipe et la médaille d'or individuelle au troisième échiquier. En 2008, elle jouait au premier échiquier de l'Inde qui finit cinquième de la compétition.